# ジョン・ガリアーノ

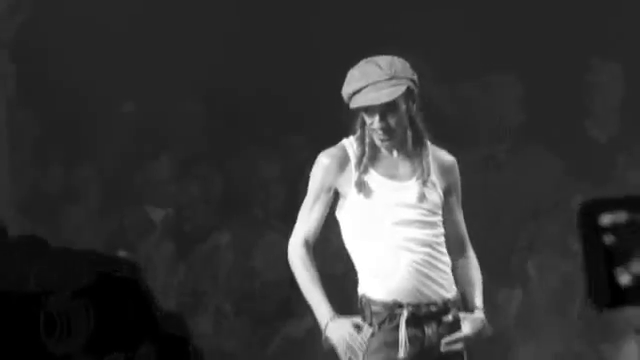
ジョン・ガリアーノ

ジョン・ガリアーノ（John Galliano、フアン・カルロス・アントニオ・ガリアーノ＝ギレン、Juan Carlos Antonio Galliano-Guillén CBE, 1960年11月28日 - ）は、イギリスのファッションデザイナー。

## 来歴
- 1960年 - ジブラルタルに出生。父はイタリア系ジブラルタル人、母はスペイン人。その後6歳でロンドンに移住。
- 1984年 - セントラル・セント・マーチンズ・カレッジ・オブ・アート・アンド・デザインのモード科を首席で卒業。モード科には、テキスタイル科から移籍した。卒業制作のコレクション「アフガニスタンとヨーロッパの理想」がロンドンのブティック「ブラウンズ」のショーウィンドウを飾り好評を呼んだ事で、ブラウンズと5年間の契約を結ぶ。
- 1985年 - ロンドンコレクションでデビュー。 当初はデリケートなバイアスカット(布を織り目を斜めに使うカッティング)のドレスと、オーダーメイド・スーツで高い評価を得る。
- 1989年 - パリ・オートクチュール協会の招待でA/W（秋・冬）コレクションを発表。
- 1991年 - パリ・コレクションの正式メンバーに加入。
- 1995年 - ユベール・ド・ジバンシィが1995-96A/Wオートクチュールコレクションを最後に自身が立ち上げたブランドジバンシィを引退する為、後任としてガリアーノがデザイナーに抜擢される。但し彼が手がけたコレクションは1996S/S（春・夏）と1996-97A/Wの僅か2回のみで、その後はアレキサンダー・マックイーンがジバンシィのデザイナーに就任した。この年、3度目の「ブリティシュ・デザイナー・オブ・ザ・イヤー」を受賞。
- 1996年 - ジャンフランコ・フェレの後を継いで、クリスチャン・ディオールのデザイナーに就任。
- 1997年 - オートクチュール・コレクションにデビュー。また織部賞を受賞。
- 2007年 - セカンドラインである「Galliano」を発表。
- 2009年 - レジオンドヌール勲章に叙される。
- 2011年 - 2月24日、後述の人種差別発言の嫌疑で警察当局に拘束され、ディオールから停職処分を受ける。3月1日にディオールから、その後自身のブランドである「John Galliano」のデザイナーも解任される。
- 2011年 - 6月24日、パリメンズコレクションにて「John Galliano」の2012年春夏メンズコレクションが発表され、長年に渡りガリアーノの右腕として共にコレクションを作り上げてきたビル・ゲイテンが新ディレクターに就任したことが明らかになった。
- 2014年 - ファッションブランド「マルタン・マルジェラ」のクリエイティブディレクターに就任して業界に復帰。[1]
- 2017年 - パリ・サントノレ通りの本店も新装開店の上にマレ地区にもパリ2店舗目を出店するなど販売網拡大にも成功した[2]。

## 不祥事
2011年2月、パリのカフェでユダヤ人女性に「俺はヒットラーが大好きだ」「お前みたいな奴は死んだほうがマシだ。親も毒ガスで殺されればいい」などと人種差別発言をした容疑で警察に一時拘束された。ガリアーノは当時酒に酔っていたという。のちにはイタリア人の女性グループに暴言を浴びせている映像が公開された。9月8日、パリ軽罪裁判所より人種差別的侮辱罪で執行猶予付き罰金6000ユーロ（約65万円）の有罪判決、またレジオン・ドヌール勲章を剥奪され、15年間デザイナーとして活動してきた「「クリスチャン ディオール」を解雇、予定されていたニューヨークのパーソンズ美術大学のワークショップへの招聘もとりやめられ、アリゾナでリハビリを受けている。

## ジョン・ガリアーノを題材とした作品

### 映画
- ジョン・ガリアーノ 世界一愚かな天才デザイナー（High&Low -John Galliano、2024年）
  - 監督：ケヴィン・マクドナルド